# Stadtbefestigung Drosendorf

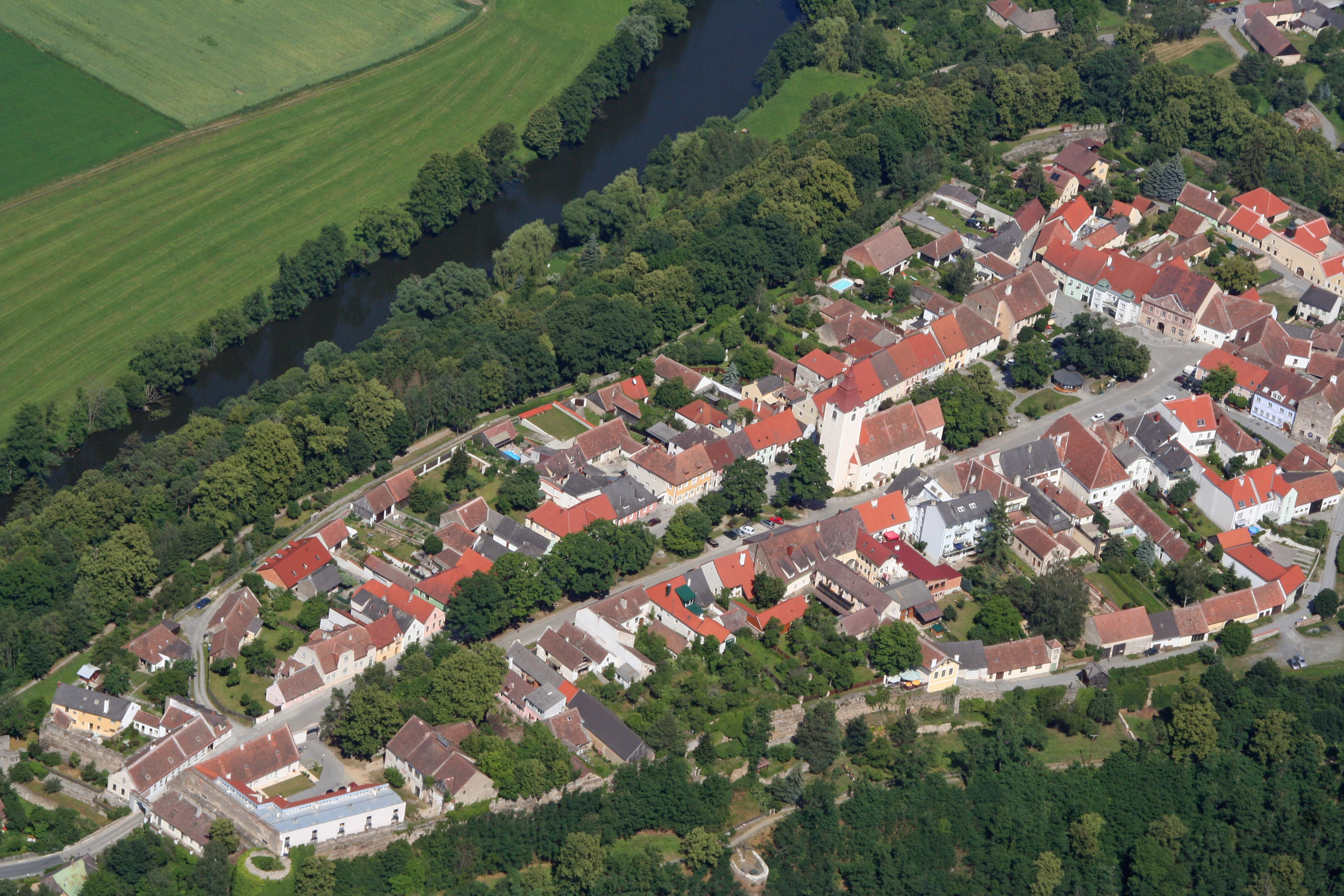
Historischer Stadtteil von Drosendorf

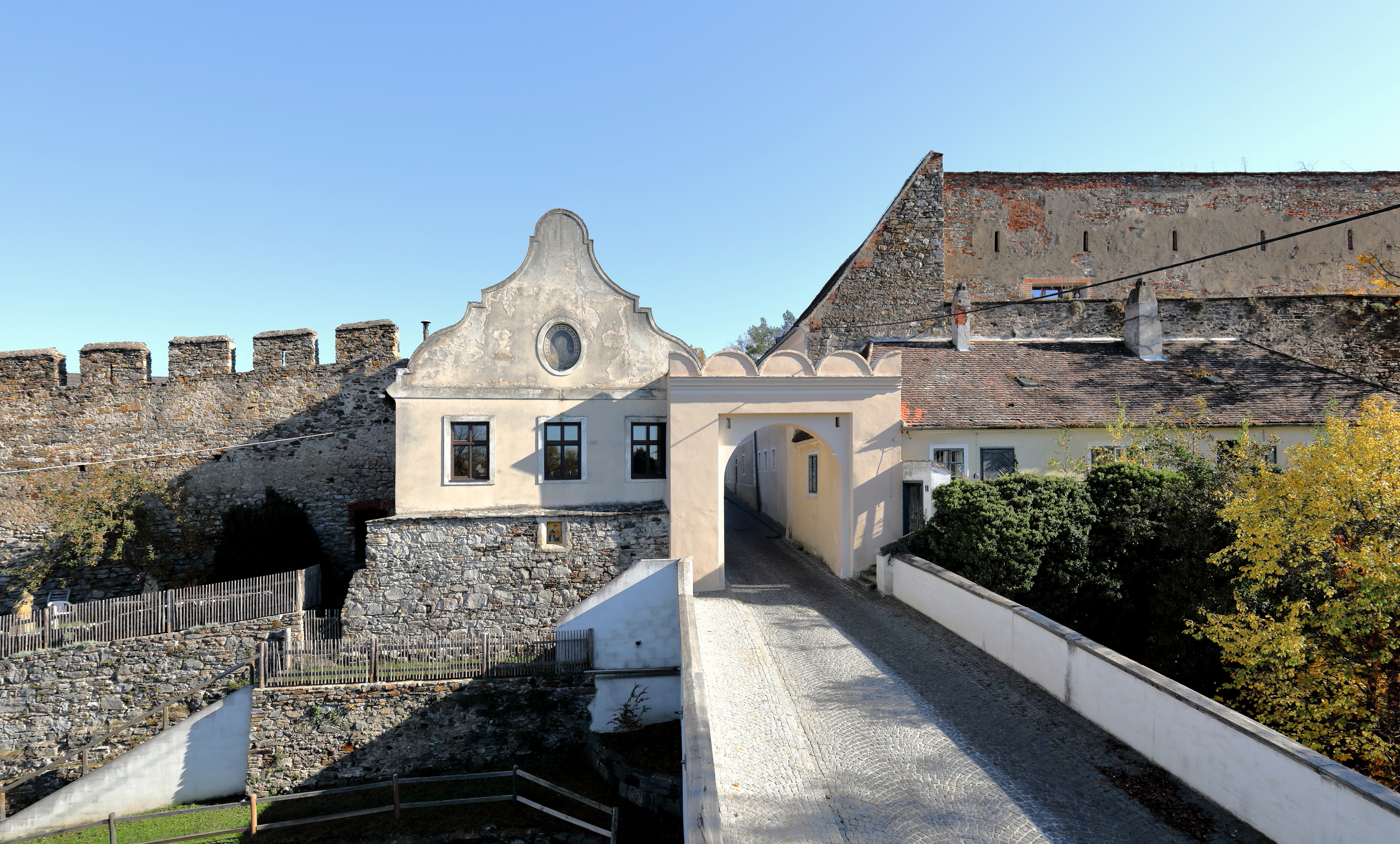
Raabser Tor

Die Stadtbefestigung Drosendorf ist die erhaltene Stadtmauer in der Stadt Drosendorf-Zissersdorf im nördlichen Waldviertel in Niederösterreich.

## Anlage
Die 1,7 km lange Stadtmauer umfasst die ganze Altstadt von Drosendorf (nicht zu verwechseln mit dem Gemeindeteil Drosendorf-Altstadt), die sich auf einem Bergstock in einer Thayaschleife befindet. In der Mauer befanden sich zwei Stadttore, das Horner Tor und das Raabser Tor, wovon das Raabser Tor noch erhalten ist. Die Mauer bindet auch die ehemalige Burg, das Schloss Drosendorf, mit ein. Auf der Terrasse der Mauern führt heute ein Themenwanderweg rund um die Stadt.

## Geschichte
Eine erste Stadtmauer wurde bereits in der Mitte des 13. Jahrhunderts errichtet. Mit einer Mauerstärke von 1,5 Meter war sie bei den beiden Toren etwa 8 Meter hoch. In den Jahren 1260 bis 1300 wurden beim Horner Tor zwei Türme errichtet, die auch bewohnbar waren. Westlich des Raabser Tors entstand bald darauf ebenfalls ein Turm, der heute nicht mehr besteht, da er im 19. Jahrhundert abgetragen wurde. Erst danach wurde die Mauer verstärkt und in die heute noch vorhandene Form gebracht. So wurde die Mauer etwa 10 Meter hoch und 1,9 Meter stark. Die Bauarbeiten dauerten bis in die ersten Jahrzehnte des 15. Jahrhunderts. Grund für die Verstärkung waren beispielsweise die 1405 stattfindenden Kämpfe um die Stadt, aber auch die folgenden Hussitenkriege. Der Rundturm erhielt 3 Meter starke Mauern, dass man auch Geschütze abwehren konnte. Fast um die ganze Stadt wurde eine spätgotische Zwingerbefestigung der Stadtmauer vorgelagert, die zahlreiche Schießscharten aufweisen.
Da auch die Geschütze im 16. und 17. Jahrhundert stärker wurden, mussten die Zwinger weiter verstärkt werden. Diese bei der südöstlichen Ecke der Stadtmauer errichteten Vorwerke sind heute jedoch großteils nicht mehr vorhanden. Westlich des Schlosses wurde 1667 eine Schießstätte eingerichtet.
Die Terrassen mit den Zwingern wurden im Laufe der Zeit in Gärten umgebaut.
Mit dieser denkmalgeschützten Mauer (Listeneintrag) gehört Drosendorf zu den neun Städten in Niederösterreich, wo ebenfalls große Teile erhalten sind: Eggenburg, Hainburg an der Donau, Horn, Laa an der Thaya, Retz, Waidhofen an der Thaya, Weitra und Zwettl.